# Pantà de la Boga
El pantà de la Boga és una zona humida de 9,90 Ha, formada per diversos pantans que recullen les aigües d'una petita
conca situada a l'est del Canal de Vallmanya i d'alguns recs procedents d'aquest mateix Canal. Estan situats als municipis de Lleida (pantà superior) i de Gimenells i el Pla de la Font (pantans inferiors).
Es tracta de 3 pantans artificials. Els dos inferiors, coneguts com a Pantà de la Boga i Desaigüe del Gatell, són adjacents, separats per la resclosa del Pantà de la Boga. El superior, en canvi, està separat del pantà de la Boga per la carretera Gimenells-Raimat i per un petit sector enclotat, amb abundant canyissar i ple de deixalles de tota classe, que potser havia estat també utilitzat com a pantà fa anys.
El pantà de la Boga pròpiament dit -situat en una posició intermèdia entre els altres dos- és una bassa d'origen artificial formada per una resclosa, que ocupa unes 2,4 hectàrees. Es localitza al costat de la carretera de Raimat a Gimenells. Ofereix un aspecte molt naturalitzat per la morfologia irregular de les vores i pel desenvolupament d'un extens cinyell helofític, format per una àmplia massa de canyissar i bogar, amb algunes taques de joncs i canyes. Als marges hi ha alguns arbres dispersos, sobretot concentrats al sector sud, com tamarius, pollancres (Populus nigra) i salzes, així com algunes espècies al·lòctones (eucaliptus). Al límit sud del pantà hi ha la resclosa, formada per una mena de mota de terres que té el desaigüe a l'extrem SW. Sobre d'aquesta resclosa passa un petit camí i al seu voltant se situen diferents infraestructures relacionades amb la captació d'aigües (caseta mig abandonada amb bomba, conduccions situades fora del pantà, al sector SE, etc.).
Els altres dos pantans, situats per sobre i per sota del pantà de la boga pròpiament dit, tenen marges més abruptes i en
ells el cinyell helofític és molt més estret o gairebé inexistent. El pantà superior presenta diferents edificacions situades
gairebé al límit de les aigües, potser relacionades amb la captació d'aigües del pantà. No obstant l'aspecte poc naturalitzat d'aquests dos pantans, en conjunt tots ells formen una zona molt interessant per als ocells aquàtics, que hi troben diferents tipus d'ambients -aigües més somes i més profundes, zones de canyissar i zones amb làmina d'aigua oberta, etc.- Pel que fa a la vegetació, a més dels extensos canyissars ja esmentats, i de bogars més puntuals, cal destacar la presència d'algunes espècies interessants als marges, com alguns limòniums.
L'espai és un punt de nidificació del cabussó emplomallat (Podiceps cristatus), la fotja (Fulica atra), l'agró roig (Ardea purpurea), el cabusset (Tachybaptus ruficollis), l'ànec collverd (Anas platyrhynchos), etc. També és una àrea important d'hivernada i descans en les migracions per a un gran nombre d'ocells. S'hi ha detectat espècies com el balquer (Acrocephalus arundinaceus), el mitjaire (Remiz pendulinus), etc.
Al clot del sector nord hi ha una gran quantitat de residus abocats i sembla utilitzar-se com a abocador il·legal de forma regular. A diferents punts dispersos d'aquesta zona humida apareixen també abocaments de runes i deixalles diverses. Les variacions dràstiques de nivell de les aigües i la seva eutrofització -amb possibles episodis puntuals de contaminació- són també d'altres factors que afecten negativament l'espai. Semblen produir-se també cremes periòdiques, que han afectat sobretot els arbres dels marges, molts dels quals estan morts.